# 呂亨貝克河
51°37′10″N 7°29′37″E / 51.6195°N 7.4936°E
呂亨貝克河（德語：Rühenbecke），是德國的河流，位於該國西部，處於北萊茵-威斯特法倫州，該河流屬於利珀河的左支流，流經呂嫩地區，河道全長2.4公里。